# 艾因布西夫
35°53′28″N 3°09′31″E / 35.89123°N 3.1585°E

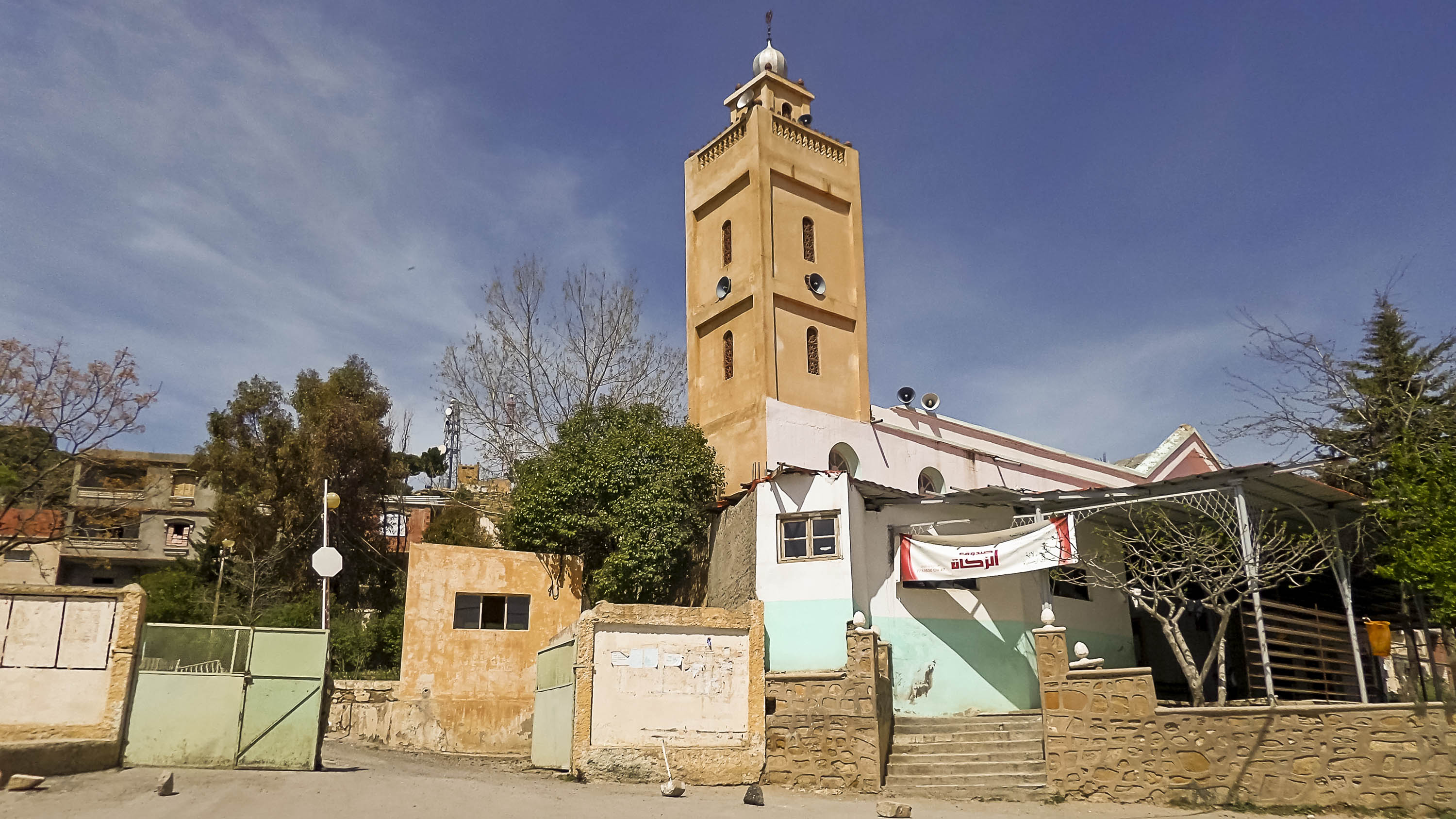
艾因布西夫

艾因布西夫（阿拉伯语：‎），是阿爾及利亞的城鎮，位於該國北部，由麥迪亞省負責管轄，是艾因布西夫區的首府，面積314平方公里，海拔高度1,064米，2008年人口26,042人，人口密度每平方公里83人。